# Simeon Williamson
Simeon Williamson (ur. 16 stycznia 1986) – pochodzący z Jamajki angielski lekkoatleta, sprinter.

## Osiągnięcia
- srebrny medal mistrzostw Europy juniorów (bieg na 100 m, Kowno 2005)
- złoty medal młodzieżowych mistrzostw Europy (bieg na 100 m, Debreczyn 2007), w finale ustanowił aktualny rekord tej imprezy (10,10)
- złoto Uniwersjady (bieg na 100 m, Bangkok 2007)

W 2008 reprezentował Wielką Brytanię podczas igrzysk olimpijskich w Pekinie, sztafeta 4 x 100 m z Williamsonem na pierwszej zmianie została zdyskwalifikowana w eliminacjach, w starcie indywidualnym odpadł w ćwierćfinałach na 100 metrów.

## Rekordy życiowe
- bieg na 100 m - 10,03 (2008)
- bieg na 60 m (hala) - 6,53 (2009)